# منتخب كوسوفو تحت 19 سنة لكرة القدم
منتخب كوسوفو تحت 19 سنة لكرة القدم هو ممثل كوسوفو الرسمي في المنافسات الدولية في كرة القدم في فئة كرة قدم للرجال تحت 19 سنة، يديريه اتحاد كوسوفو لكرة القدم.

## وصلات خارجية
- الموقع الرسمي